# 平远镇
平远镇，是中华人民共和国云南省文山壮族苗族自治州砚山县下辖的一个乡镇级行政单位。

## 行政区划
平远镇下辖以下地区：
新平社区、丰湖社区、田心村、尧房村、大新村、回龙村、拉白冲村、拖嘎村、差黑村、洪福村、蒲草村、永和村、大白户村、木瓜辅村、连花塘村、车白泥村和阿三龙村。